# Carraca Nuestra Señora de la Encarnación
La Nuestra Señora de la Encarnación fue una carraca española (según otras fuentes clasificada como nao), construida en Veracruz, Virreinato de Nueva España, probablemente a mediados del siglo XVI. El barco se hundió en una tormenta en 1681 en la desembocadura del río Chagres y fue descubierto por arqueólogos de la Universidad Estatal de Texas en 2011.

## Comisión y construcción
El nombre Nuestra Señora de la Encarnación es una referencia religiosa al nacimiento del Mesías, Dios haciéndose hombre en la carne. La nomenclatura de los barcos españoles de la época solía tener este trasfondo religioso.
La Encarnación fue encargada probablemente a mediados del siglo XVI, aunque se desconoce la fecha exacta. Se construyó en Veracruz, Nueva España y en algún momento se adscribió a la Flota de Indias a la que se incorporó en 1681.

## Servicio
La Nuestra Señora de la Encarnación fue asignado a la Flota de Indias, concretamente a la Flota de Tierra Firme que navegaba desde Cartagena de Indias, que era una de las dos flotas de las colonias españolas de América y encargada del transporte de recursos, tropas y mercancías comerciales entre las posesiones de la Corona española en el Caribe y las colonias del norte de América Latina y de los viajes a través del Atlántico hasta el puerto español de Cádiz. La Flota de Tierra Firme se encargaba del lucrativo comercio de la plata peruana así como de otras mercancías procedentes del norte de Sudamérica. Los barcos navegaban desde Cartagena de Indias a La Habana y luego a Cádiz. La otra flota principal de la Flota de Las Indias era la Flota de Nueva España, encargada, entre otras cosas, del comercio de México y del Principal de España.

## La Flota de Tierra Firme de 1681-1682 y su hundimiento
La Flota de Tierra Firme salió de Cádiz el 28 de enero de 1681 al mando de Juan Antonio Vicentelo de Leca y Herrara, el I Marqués de Brenes. El dominio sobre Brenes había sido elevado de señorío a marquesado en 1671 por orden del rey Carlos II de España a favor de Leca y Herrara. La flota llegó a Cartagena de Indias el 2 de abril de 1681 y permaneció en el puerto debido a las desfavorables condiciones meteorológicas y a la amenaza de la piratería, lo que llevó al envío de convoyes para explorar las aguas circundantes y garantizar la seguridad de la flota. Hacia noviembre, la flota de Tierra Firme partió de Cartagena de Indias con destino a Porto Bello.
El 29 de noviembre de 1681, la Flota de Tierra Firme quedó atrapada en una tormenta cerca de la desembocadura del río Chagres en la actual Panamá. Debido a los vientos huracanados que trajo la tormenta, la flota se vio obligada a tomar medidas de autopreservación teniendo en cuenta la poca profundidad del agua y se les ordenó levar anclas por el buque insignia, Santo Cristo de San Agustín y Nuestra Señora del Rosario. La mayoría de los buques de la flota levaron anclas con éxito y lograron evitar mayores daños.  El 29 de noviembre, los buques Español y Boticaria, que podría haber sido una barcaza, o una Nao carraca, se hundieron de forma relativamente pacífica, salvándose la mayor parte de la tripulación y de la carga después de tres días de hacer agua y de no poder contener una fuga por haberse topado con un arrecife durante la tormenta. Se perdieron dos tripulantes del Boticara, que se hundió cerca de la Isla de Naranjos.
Entre el 29 de noviembre y el 3 de diciembre, la mayor parte de la flota había conseguido mantener algún tipo de cohesión, aunque las condiciones meteorológicas seguían siendo malas. El Nuestra Señora de Encarnación se hundió en algún momento de este periodo en una zona llamada Punta de Brujas en la desembocadura del río Chagres, posiblemente tras separarse del resto de la flota. Fue en este momento cuando tres barcos de la flota se hundieron como resultado de la tormenta, con el Nuestra Señora de Encarnación hundiéndose después de ser estrellado contra unas rocas, resultando en la muerte del "dueño" y gran parte de la tripulación alrededor del 3 de diciembre después de unos días en la tormenta. Al menos otra fuente menciona un accidente muy similar pero atribuye el hundimiento a un barco español llamado Nuestra Señora de la Soledad al que se refiere como galeón y no como carruaje mercante o nao. Nuestra Señora de la Soledad estaba capitaneado por un tal don Antonio de Lima que pereció ahogado en el naufragio. Un barco que probablemente era la Soledad chocó contra las rocas o un arrecife en la zona de Punta de Brujas y se rompió por el impacto provocando la muerte de unas 280 personas, probablemente la mayoría de la tripulación del galeón, perdiéndose su tesoro en su totalidad. Lo que sigue siendo probable en cualquier caso es que tanto el Nuestra Señora de la Soledad como el Encarnación se de hecho, se hundieron en algún momento entre el 29 de noviembre y el 3 de diciembre de 1681 como resultado de la misma tormenta y de la naturaleza peligrosa de la zona con su poca profundidad de agua y varios arrecifes. Es probable que el Encarnación, a pesar de hundirse, no sufriera los mismos daños que barcos como el Nuestra Señora de la Soledad, dado su actual estado de conservación.
Al continuar la flota por la zona del río Chagres, la mayor parte de la flota llegó a Porto Bello el 3 de diciembre. El 3 de diciembre, otro barco español, el Chaperon quedó varado en otro arrecife de la zona. El Chaperon, también una nao, se hundió poco después aunque la mayoría de su tripulación se salvó y 11 se perdieron. Otro barco, una pequeña tartana, también se hundió en el curso de los esfuerzos por prestar ayuda a la tripulación del Chaperón.
Tras un periodo de unos meses para dar tiempo a las reparaciones y al reequipamiento, la Flota de Tierra Firme partió de Porto Bello hacia Cartagena de Indias el 27 de marzo de 1682. El 7 de mayo de 1682, la flota zarpó hacia La Habana para preparar el viaje transatlántico a Cádiz. Mientras se dirigía a La Habana, otra carraca de la Nao, el español Santa Teresa, al mando de don Manuel de Galarza, se hundió y parte de la flota regresó a Cartagena de Indias para ser reparada. Los  galeones españoles Nuestra Señora de la Concepción y el San Ignacio de Loyola se perdieron al acercarse a La Habana en el Cabo San Antonio aunque su carga fue rescatada antes de su hundimiento. La flota llegó a La Habana alrededor del 1 de junio y poco después zarpó hacia Cádiz para completar la acción de la flota en 1681-82 llegando el 2 de septiembre de 1682.

## Descubrimiento en 2011
El naufragio es notable debido a la naturaleza completa de la nave que se encuentra a una profundidad de 9,8 metros, a 12,2 por debajo del nivel del mar. El pecio parece haber estado totalmente cargado de mercancías y parece estar muy intacto al no haber sido saqueado ni alterado por elementos naturales. La carga descubierta en el barco incluye alrededor de 100 cajas de madera que contienen espadas de metal, clavos, pernos de tela, herraduras y tijeras y una cantidad considerable de cerámica. También se encontró que el barco tenía un revestimiento de granel para utilizarlo como lastre permanente en lugar de las piedras de lastre que se han encontrado en otros pecios de barcos españoles.
El objetivo previsto del equipo arqueológico que descubrió el pecio era la flota del tesoro del capitán Henry Morgan que perdió cinco barcos en las mismas aguas alrededor de la desembocadura del río Chagres en una tormenta en 1670.
No está claro si este barco es el mismo que participó en la Batalla de La Naval de Manila en 1646.